# Homosexualität in der Schweiz

Lagekarte der Schweiz

Dieser Artikel befasst sich mit der gegenwärtigen Situation von Schwulen und Lesben in der Schweiz.
In der Schweiz haben die Rechte des Einzelnen einen traditionell hohen Stellenwert. Gleichzeitig wird Privatheit als hohes Gut angesehen. Im öffentlichen Diskurs der Schweiz wird ein starker Gegensatz zwischen Stadt und Land wahrgenommen.
Homosexuelle Handlungen sind in der Schweiz seit 1942 mit der Einführung des Strafgesetzbuches legal (in manchen Kantonen der lateinischen Schweiz und im Kanton Basel-Stadt schon zuvor). Ein höheres Schutzalter (20 Jahre statt 16 bei heterosexuellen Handlungen) wurde mit der Strafrechtsreform von Dezember 1990 aufgehoben. Staatliche Diskriminierung aufgrund sexueller Orientierung ist seit 2000 verfassungsrechtlich explizit untersagt. Seit 2007 ist die Registrierung von homosexuellen Partnerschaften möglich (Partnerschaftsgesetz). Die gleichgeschlechtliche Ehe wurde in einer Volksabstimmung am 26. September 2021 gutgeheissen; gleichgeschlechtliche Eheschliessungen sind seit dem 1. Juli 2022 möglich.
In Zürich, Genf, Basel, Lausanne und Bern besteht ein reichhaltiges Angebot schwuler und lesbischer Subkultur, während in Luzern, St. Gallen, Buchs SG und Chur das Angebot teilweise etwas übersichtlicher ist.

## Geschichte
Die Geschichte der homosexuellen Emanzipation begann in der Schweiz mit Heinrich Hössli, der 1836 ein Buch über die Männerliebe veröffentlichte. Ab Ende des 19. Jahrhunderts ging die Verfolgung Homosexueller im Umfang und Härte erstmals seit der Helvetik wieder zurück. Anfangs in den zwanziger Jahren des 20. Jahrhunderts noch sporadisch, formierte sich ab 1932 eine erste homosexuelle Bürgerrechtsbewegung, initiiert durch Laura Thoma vor allem um die Zeitschrift Das Freundschaftsbanner, aus der später die international bedeutende Zeitschrift Der Kreis hervorging. Mit der Annahme des Schweizerischen Strafgesetzbuches in der Volksabstimmung vom 3. Juli 1938 (Inkrafttreten am 1. Januar 1942) wurden homosexuelle Handlungen unter Erwachsenen schweizweit legal (zuvor nur in den Kantonen Basel-Stadt, Genf, Tessin, Waadt und Wallis). Diese erste Bürgerrechtsbewegung inspirierte nach dem Zweiten Weltkrieg ähnliche Bewegungen in vielen weiteren europäischen Staaten.
Seit den 1970er Jahren formierte sich eine zweite schwul-lesbische Bürgerrechtsbewegung, die innerhalb von 30 Jahren die beinahe vollständige Abschaffung der Diskriminierung von Schwulen und Lesben erreichte (gleiches Schutzalter, registrierte Partnerschaft, Abschaffung von unterschiedlicher Behandlung für homosexuelle und heterosexuelle Angehörige der Armee).

## Politik

### Partnerschaftsgesetz
Über das Partnerschaftsgesetz (PartG) wurde nach einem Referendum am 5. Juni 2005 gesondert abgestimmt und mit 58 Prozent angenommen. Die Schweiz ist das erste Land, das die Registrierung von homosexuellen Paaren durch eine Volksabstimmung genehmigt hat. Die Vorlage wurde in 16½ von 23 Kantonen (bzw. 19 von 26 Kantonen und Halbkantonen) angenommen.

### Eidgenössische Volksinitiative «Für Ehe und Familie – gegen die Heiratsstrafe»
2012 wurde eine Volksinitiative der CVP eingereicht, die auf Verfassungsebene die Ehe als «[…] die auf Dauer angelegte und gesetzlich geregelte Lebensgemeinschaft von Mann und Frau» festlegen wollte. Die Initiative wurde vom Bundesrat zur Annahme empfohlen. Das Parlament hingegen empfahl die Ablehnung. Die Volksinitiative erfolgte am 28. Februar 2016. Ein Gegenentwurf, der die Ehe anderen Lebensformen bei Steuern und Sozialversicherungen gleichstellen wollte, scheiterte im Ständerat. Am 28. Februar 2016 wurde die Volksinitiative «Für Ehe und Familie – gegen die Heiratsstrafe» in der Volksabstimmung abgelehnt.

### Parlamentarische Initiative «Ehe für alle»
Am 5. Dezember 2013 reichte die die Nationalratsfraktion der Grünliberalen Partei die parlamentarische Initiative «Ehe für alle» ein. Sie verlangte eine Änderung der Bundesverfassung mit dem Ziel, alle rechtlich geregelten Lebensgemeinschaften für alle Paare zu öffnen, ungeachtet ihres Geschlechts oder ihrer sexuellen Orientierung. Damit sollte die zivile Heirat homosexueller Paare inklusive der gemeinsamen Adoption ermöglicht werden. Die Vorlage war gemäss Umfragen in der Bevölkerung mehrheitsfähig.
Nach einem langwierigen parlamentarischen Verfahren stimmte die Bundesversammlung am 20. Dezember 2020 einer Änderung des Zivilgesetzbuches zu, die die Ehe auch gleichgeschlechtlichen Paaren öffnet und lesbischen Paaren die medizinisch unterstützte Fortpflanzung ermöglicht. Der Ständerat nahm die Vorlage mit 24 gegen 11 Stimmen an, der Nationalrat mit 136 gegen 48 Stimmen. Die Vorlage wurde dabei von drei Vierteln der SVP-Fraktion und der Hälfte der CVP- bzw. Mitte-Fraktion abgelehnt, und von den übrigen Parteien wie Grünliberale Partei, Grüne Partei der Schweiz, FDP.Die Liberalen, Sozialdemokratische Partei der Schweiz, Partei der Arbeit der Schweiz und solidarité unterstützt. Die rechtskonservative Partei EDU kündigte gegen das Gesetz das Referendum an.
In der Volksabstimmung vom 26. September 2021 wurde die Gesetzesänderung und damit die Öffnung der Ehe für gleichgeschlechtliche Paare von allen Kantonen und von 64,1 % der Abstimmenden angenommen; die Stimmbeteiligung lag bei 52,6 %. Die Gesetzesänderung trat am 1. Juli 2022 in Kraft.

### Politiker
In der Schweiz engagierten sich immer wieder Politiker bis hin zu Bundesräten, unabhängig von ihrer Lebensform, für die rechtliche Gleichstellung von Homosexuellen.
Claude Janiak, Ständerat und ehemaliger Nationalratspräsident, engagierte sich in der AIDS-Arbeit sowie bei Network und Pink Cross.

### Gleichstellungsbüro
Im Eidgenössischen Büro für die Gleichstellung von Frau und Mann (EBG) werden ab 2024[veraltet] Fragen betreffend die Gleichstellung von lesbischen, schwulen, bisexuellen, trans sowie intergeschlechtlichen Personen (LGBTI) behandelt.

### Jugendarbeit Schweiz
Auch der Dachverband der Offenen Kinder- und Jugendarbeit Schweiz (DOJ) befasst sich mit LGBTIAQ-Themen und LGBTIAQ-Politik. Viele Jugendarbeitsstellen in der Schweiz haben erkannt, dass sie eine Verantwortung haben für Queere Jugendlichen. Daher bietet der DOJ zusammen mit dem OKAJ - Kantonale Dachverband der offenen, verbandlichen und kirchlichen Kinder- und Jugendarbeit vom Kanton Zürich die «Fachgruppe Queer» für interessierte der offenen Jugendarbeit an.

## Recht

### Diskriminierungsschutz
Artikel 8 der Bundesverfassung der Schweizerischen Eidgenossenschaft verbietet Diskriminierung aufgrund der Lebensform, was sich jedoch auf die Beziehung zwischen Staat und Bürger/Einwohner, nicht aber auf die Beziehung unter Bürgern bzw. Einwohnern bezieht. Infolge der Volksabstimmung vom 9. Februar 2020, bei der 63,1 Prozent der Bürger für einen gesetzlichen Diskriminierungsschutz bi- und homosexueller Menschen mittels einer Ergänzung von Artikel 261bis des Strafgesetzbuches stimmten, sind in der Schweiz Diskriminierungen aufgrund der sexuellen Orientierung seit dem 1. Juli 2020 strafbar.

### Lebensgemeinschaften (Konkubinat)
Ende August 2008 entschied das Bundesgericht, dass wie bei gegengeschlechtlichen Lebensgefährten, auch langjährige gleichgeschlechtliche Lebensgefährten (Konkubinat) Anspruch auf das Freizügigkeitsguthaben aus der Pensionskasse der Verblichenen haben. Eine gemeinsame Wohnung ist nicht notwendig.

### Registrierte Partnerschaft und Ehe
Mit dem Inkrafttreten des Partnerschaftsgesetzes (PartG) am 1. Januar 2007 konnten Schwule und Lesben in der Schweiz ihre Partnerschaft registrieren lassen. Mit der am 1. Juli 2022 in Kraft getretenen Änderung des Zivilgesetzbuches können gleichgeschlechtliche Paare heiraten; neue eingetragene Partnerschaften können seither nicht mehr geschlossen werden.

### Adoption
Seit dem 1. Januar 2018 steht die Stiefkindadoption, das heisst die Adoption leiblicher Kinder durch den verpartnerten Teil des Paares, auch Regenbogenfamilien offen. Mit der am 1. Juli 2022 in Kraft getretenen Änderung des Zivilgesetzbuches haben gleichgeschlechtliche Paare das generelle Adoptionsrecht erhalten.

### Leihmutterschaft
Leihmutterschaften sind in der Schweiz verboten. Ein schweizerisches, verpartnertes schwules Paar, das in den Vereinigten Staaten ein Kind durch Leihmutterschaft zeugte, versuchte 2014 die Elternschaft anerkennen zu lassen. Das Verwaltungsgericht in Sankt Gallen gab diesem Begehren erstinstanzlich statt, dieses Urteil wurde aber vom Bundesgericht aufgehoben. Gemäss diesem Urteil wird im Falle einer Leihmutterschaft nur der biologische Vater als Elternteil anerkannt.

### Militärdienst

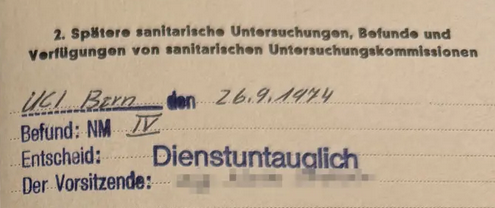
Eintrag "Dienstuntauglich" wegen Homosexualität (Code NM IV 255) in einem Dienstbüchlein der Schweizer Armee

Bis 1992 war Homosexualität in der Schweizer Armee verboten. Art. 157 des Militärstrafgesetzes bestimmte unter dem Titel «widernatürliche Unzucht»: «Wer mit einer Person gleichen Geschlechts eine unzüchtige Handlung vornimmt, wird mit Gefängnis bestraft». Der Strafrahmen lag gemäss Art. 29 Militärstrafgesetz a. F. zwischen drei Tagen und drei Jahren.
Offen homosexuelle Dienstpflichtige wurden als dienstuntauglich erklärt und mussten Wehrpflichtersatz zahlen. In ihrem Dienstbüchlein wurde der Code "NM IV 255" vermerkt, ein Verweis auf die Stelle des militärärztlichen Reglements Nosologia Militaris, das eine «abnorme sexuelle Veranlagung» beschrieb.
Art. 157 des Militärstrafgesetzes wurde in einer Volksabstimmung am 17. Mai 1992 geändert und bestraft seitdem unabhängig vom Geschlecht die Ausnützung einer militärischen Dienststellung. Die sexuelle Orientierung ist in der Schweizer Armee seither per se kein Beurteilungskriterium für eine Dienst(un)tauglichkeit mehr. Wenn Angehörige der Armee wegen ihrer Homosexualität im Dienstbetrieb belastet werden, kann im Einzelfall, nach psychiatrischer Exploration mit entsprechendem Antrag, eine Dienstuntauglichkeit ausgesprochen werden.
Seit 2008 (Chef der Armee: Befehl für die Handhabung von Diversity Management im Departementsbereich Verteidigung vom 24. September 2008) verbieten die Vorschriften der Armee ausdrücklich die Diskriminierung von Angehörigen der Armee wegen ihrer sexuellen Identität. Der Verein QueerOfficers Switzerland unterstützt queere Angehörige der Armee.

### StGB Art. 187: Schutzalter
Das allgemeine Schutzalter liegt in der Schweiz bei 16 Jahren. Sexuelle Handlungen mit Kindern sind straflos, wenn der Altersunterschied der Sexualpartner nicht mehr als drei Jahre beträgt.

### StGB Art. 195: Prostitution
Keine Unterscheidung zwischen männlicher und weiblicher Prostitution. Prostitution ist erlaubt, Zuhälterei verboten.

### StGB Art. 197: Pornografie
Keine Unterscheidung zwischen homosexueller und heterosexueller Pornografie. Konsum, Handel, Einfuhr und Produktion von Pornografie ist Erwachsenen erlaubt. Harte Pornografie und Verbreitung von Pornografie über Radio oder Fernsehen sind verboten. Zu harter Pornografie gehören Darstellungen mit Minderjährigen oder Tieren in Zusammenhang mit Sexualität. Die Darstellung von Pädosexualität und Zoophilie sind also verboten (Gewaltpornografie ist sei 1. Juli 2024 nur noch verboten, wenn sie wegen Darstellung grausamer Gewalttätigkeiten StGB Art. 135 unterfällt).

## Lesben- und Schwulenbewegung
In manchen Kantonen gibt es homosexuelle Arbeitsgruppen, die sich als Vertreter der Schwulen gegenüber Kanton, Medien und Öffentlichkeit verstehen, beispielsweise die Homosexuellen Arbeitsgruppen Basel (habs), die Homosexuellen Arbeitsgruppen Bern (HAB) und die Homosexuellen Arbeitsgruppen Zürich (HAZ). In vielen Kantonen gibt es schwule Jugendgruppen, die jährlich am 11. Oktober den Nationalen Coming Out Tag veranstalten. In Zürich und in Kreuzlingen gibt es je einen Verein, der einen CSD organisiert. Die Gründung dieser modern ausgerichteten Gruppen und Vereine geht auf den Impuls des Filmes Nicht der Homosexuelle ist pervers, sondern die Situation, in der er lebt (1971) von Rosa von Praunheim zurück.
Daneben existiert ein reiches Vereinsleben für Homosexuelle mit unterschiedlichen Interessen. Studenten finden an den Unis schwul-lesbische Unigruppen, für Ledermänner gibt es die Loge 70, für Motorradfahrer die Gaybikers Zürich (GBZ), für Seelsorger Adamim, und einige Städte kennen spezifische Sportvereine. Berufliche Interessensverbände sind für Manager und Führungskräfte Network, für Offiziere QueerOfficers, für Polizisten PinkCop, für Bahnangestellte PinkRail, und selbst die Betriebe der Szene sind im eigenen Verband VEGAS organisiert.
Alle zusammen sind sie unter dem Dach von Pink Cross, dem nationalen Dachverband der homosexuellen Männer in der Schweiz, oder in der LOS (Lesbenorganisation der Schweiz) organisiert.
Pink Cross unterhält ein Sekretariat in der Bundesstadt Bern und versteht sich als Lobby-Gruppe für Homosexuelle. Dies ist offiziell anerkannt und Pink Cross nimmt am Vernehmlassungsverfahren der schweizerischen Gesetzgebung teil.

### Ziele
Die Bürgerrechtsbewegung hat wichtige Etappenziele erreicht: Entkriminalisierung der Homosexualität (1942), Abschaffung der Homosexuellenregister bei der Polizei (ab 1978), gleiches Schutzalter für homo-, hetero- und bisexuelle Kontakte, Diskriminierungsverbot in der Bundesverfassung, Gleichbehandlung von Homo-, Hetero- und Bisexuellen in der Armee (alles 1990er Jahre), Einführung des Partnerschaftsgesetzes (2007) und der Ehe für gleichgeschlechtliche Paare (2022). Das gesellschaftliche Klima ist von links bis weit ins rechtskonservative Lager indifferent bis positiv.

## Gesellschaftliche Situation
Alle vier Kulturen in der Schweiz gelten allgemein als tolerant. Allerdings konzentriert sich homosexuelles Leben auf die grösseren Städte Zürich, Genf, Basel, Lausanne und Bern, wovon Zürich die grösste Gay-Gemeinschaft beheimatet. In diesen Zentren wird Homosexualität öffentlich wahrgenommen und akzeptiert.

### Christentum
Anfang August 2019 ermöglichte die Evangelisch-reformierte Landeskirche des Kantons Zürich die kirchliche Trauung gleichgeschlechtlicher Paare. Am 29. August 2019 befürwortete der Schweizerische Evangelische Kirchenbund die Trauung gleichgeschlechtlicher Paare. Im September 2019 befürwortete die Reformierte Kirche Aargau die kirchliche Trauung gleichgeschlechtlicher Paare. Im August 2021 ermöglichte die Evangelisch-reformierte Kirche des Kantons St. Gallen die Trauung homosexueller Ehepaare. Die Église Protestante de Genève erlaubte im September 2021 die Trauung homosexueller Ehepaare.
Im Dezember 2021 befürwortete die Église réformée évangélique du canton de Neuchâtel die Trauung homosexueller Ehepaare.

#### Evangelikale
Opposition gibt es vereinzelt aus evangelikalen Kreisen, die gesellschaftlich kaum Bedeutung haben. Politisch haben diese Gruppen immer wieder versucht, mit Referenden die Gleichstellung von Schwulen und Lesben zu verhindern. Sie sind bisher immer am Schweizer Volk gescheitert. Die Gruppe der Evangelikalen ist nicht homogen, und zunehmend gibt es dort indifferente oder positive Haltungen gegenüber Homosexualität.

### Übergriffe
Von Übergriffen gegen Homosexuelle wurde in den 90er Jahren vereinzelt berichtet. Die Polizei bemüht sich vor allem in den grossen Städten um einen verständnisvollen Umgang mit Homosexuellen. In der Polizeiausbildung wird auf Homosexualität eingegangen.

### Polizei
2007 wurde von der Polizei der Schwulen-Club Labyrinth wegen Drogenfunden geschlossen, was eine Kontroverse um die Motive auslöste. Der Polizei wurde ein unsensibles Vorgehen vorgeworfen. Allerdings konnte diese die Drogenfunde belegen und im Vorfeld der Schliessung gab es Verwarnungen.
Die Haltung der Polizei hat sich gegenüber den 1970er Jahren erheblich verbessert. Schwulen und Lesben steht eine Laufbahn bei der Polizei offen und diese Möglichkeit wird ergriffen.

## Szene und Kultur

### Kultur
Es gibt vier Filmfestivals mit schwul-lesbischer Ausrichtung: Queersicht in Bern seit 1995, Pink Apple Filmfestival seit 1998 in Frauenfeld und seit 2000 auch in Zürich, lesbischwules Filmfestival PinkPanorama in Luzern seit 2002 und Luststreifen in Basel seit 2008.
Chöre gibt es in Bern (Schwubs) und Zürich (Schmaz). Schmaz organisierte 1993 das 7. Europäisches SchwuLesbisches Chorfestival in Zürich. Am Eidgenössischer Chorwettbewerb in Crans-Montana 1993 erreicht Schmaz den dritten Platz.

### Szene
Ein reichhaltiges kulturelles, kommerzielles und politisches Angebot gibt es in Zürich und mit erheblichem Abstand in der Westschweizer Metropole Genf.
Die Schwulenszene von Zürich hat eine Ausstrahlungskraft bis weit nach Süddeutschland, Vorarlberg, Norditalien und ins Elsass.
Ein reichhaltiges Vereinsangebot und beschränktes Szeneangebot gibt es in den Städten Basel, Bern, Lausanne, St. Gallen, Luzern, Buchs SG und Chur.
Das Angebot an Bars, Partys, Restaurants, Saunas und anderen Kennenlernorten ist ständigen Änderungen unterworfen. Aktuelle Informationen bieten Zeitschriften und Online-Portale.

## Medien

### Szene-Publikationen
Die auflagenstärkste Gay-Zeitschrift der Schweiz heisst display. Nach der Fusion der beiden Titel Akut Magazin und Kontakt 2008 wird dieser Titel von der Display Media AG herausgegeben. Display ist im Abonnement und im Zeitschriftenhandel sowie in ausgesuchten Gay-Locations gratis erhältlich und zählt über 60'000 Leser. Neben dem Printtitel gibt es display auch als Online-Version.
Das Akut Magazin sieht sich in der Tradition von Der Kreis. Diese Sicht ist etwas gewagt, aber zumindest als Mitgliederzeitschrift der SOH ist es Nachfolger des Club 68. Die SOH-Mitgliederzeitschrift hiess von 1968 bis 1971 Club 68, von 1972 bis 1983 hey und von 1984 bis 1995 SOH-Info.
Vor dem letzten Gesichtslifting hiess Akut seit 1985 anderschume/Kontiki, später a/K. anderschume war davor das Organ der HA-Gruppen. Das selbstständige Gratisblatt Kontiki existierte seit 1979.
Akut ist die Mitgliederzeitschrift für die HA-Gruppen. Daneben ist es aber auch im Zeitschriftenhandel erhältlich und kann im Abonnement weltweit bezogen werden. Akut Magazin hat eine Auflage von 4'500 Exemplaren und erscheint alle zwei Monate.
Daneben bestand seit Anfang der 1990er Jahre der cruiser in wechselnden Formaten mit monatlichem Erscheinungsrhythmus. Er liegt gratis in den Lokalen aus, kann aber auch im Zeitschriftenhandel gekauft werden.
Einzelne Gruppen geben Mitgliederzeitschriften heraus, die teilweise eher an Fanzines erinnern aber für die Gruppenkommunikation oder von lokaler Bedeutung sind. Daneben existieren Kontaktanzeigen-Magazine.
Ebenfalls erhältlich sind Schwulen- und Lesbenzeitschriften aus dem europäischen Ausland.
Als erste Schweizer Online-Plattform wurde 1996 www.lesbian.ch lanciert. 1997 folgte dann die erste weltweite Online-Community für Lesben www.shoe.org, welche ursprünglich als lokale Mailingliste für Zürich angefangen hat. Betrieben werden die beiden Portale von den beiden Schweizer Frauen Sunci & Fab Syz, welche unter anderem 2010 den CSD-Stonewall-Award gewonnen haben.
Die Online-Plattform Romeo (früher bekannt als PlanetRomeo und GayRomeo) erreicht auch in der Schweiz eine gewisse Bedeutung als Kennenlernort für schwule Männer, sowie die Schweizer Gemeinschaft www.purplemoon.ch. www.queer.ch und www.gay.ch sind Internet-Portale mit Nachrichten und Konsumentenberichten.
Eine Beschwerde der Katholischen Volkspartei des Kantons Thurgau von 1999, dass einzelne Ostschweizer Zeitungen die «Homosexuellen-Lobby» unbotmässig unterstütze wurde vom Presserat als unbegründet abgewiesen.

## Christopher Street Day
Mit dem Christopher Street Day gedenken Schwule und Lesben in Deutschland und der Schweiz seit den 70er Jahren der gewalttätigen Ausschreitungen von Schwulen nach einer Polizeirazzia am 28. Juli 1969 im Stonewall-Inn an der Christopher Street in New York. Diese Veranstaltungen und Paraden (ursprünglich: Demonstrationen) finden weltweit statt. Obwohl der englische Name es vermuten liesse, ist in der angelsächsischen Welt der Name Gay Pride oder einfach Pride gebräuchlich. Er setzt sich seit Ende der 1990er Jahre ganz allmählich auch in Europa durch.
1975 marschierten Schwule mit einem Transparent an der 1.-Mai-Kundgebung in Basel mit und traten somit an eine breitere Öffentlichkeit um auf ihre Anliegen aufmerksam zu machen. 1978 folgte in Zürich der erste Christopher Street Day. 1979 fand die Nationale Schwulendemo in Bern statt. Basel (1980),  – Gay 80, der Name war angelegt an die im selben Jahr stattfindende Gartenausstellung Grün 80, Lausanne (1981) und Zürich (1982) folgten. Durch das Aufkommen von AIDS und der damit verbundenen Stigmatisierung von Schwulen fanden nur noch vereinzelte Demonstrationen statt, so in Zürich 1986, in Bern 1987. 1989 fand anlässlich des 20-jährigen Jubiläums der Stonewallausschreitungen ein Christopher Street Day in Zürich statt. Seit dem 25-jährigen Jubiläum 1994 finden CSDs in Zürich wieder jährlich statt.
In den 1990er Jahren wurden die CSDs vermehrt von einer breiten Öffentlichkeit wahrgenommen und von den Schweizer Medien positiv begleitet. Dadurch wurde die Einstellung der Bevölkerung gegenüber den Anliegen von Schwulen und Lesben positiv verändert, was letztlich in einer allmählichen Gleichstellung mündete.
Anlässlich des CSDs wird seit 1997 der CSD-Stonewall-Award verliehen.
Durch die wachsenden Besucher- und Teilnehmerzahlen des CSDs in Zürich wird dieser für die Stadt zu einem immer wichtiger werdenden Volksfest und zu einer bedeutenden Touristenattraktion. An der Generalversammlung im Herbst 2009 hat sich der Verein CSD Zürich einen neuen Namen gegeben: Zurich Pride Festival. Nach der Europride 2009 wurde der CSD umgetauft und ist ein mehrtägiges Festival.
Neben dem CSD in Zürich gab es einen Pride in der Westschweiz mit jährlich wechselndem Austragungsort. Vereinzelt fanden noch weitere CSDs statt, wie in Luzern (Deutschschweizer Austragungsort als Geschenk der Westschweiz zur Abstimmung des Partnerschaftsgesetzes 2005) und Basel (Dreiländer-CSD). Zürich ist die einzige Schweizer Stadt mit einem jährlich stattfindenden CSD. In Kreuzlingen in der Ostschweiz gibt es seit 2009 auch einen jedes zweite Jahr stattfindenden grenzüberschreitenden CSD zusammen mit dem deutschen CSD Konstanz e. V.
Im Juni 2018 fand zum ersten Mal eine Pride in der italienischsprachigen Schweiz statt.

## Coming Out Day
Seit Mitte der 1990er Jahre findet jährlich der Coming Out Day mit diversen öffentlichkeitswirksamen Aktionen statt, der vor allem junge Schwule und Lesben ermutigen soll, ein positives Verhältnis zu ihrer Identität zu entwickeln.